# Računalniško podprto načrtovanje
Računálniško podpŕto načrtovánje ali računálniško podpŕto konstruíranje (v angleščini kratica CAD pomeni Computer Aided Design ali pa tudi Computer Aided Drafting) je ime za metode in postopke, s katerimi uporabimo računalnik kot pripomoček pri inženirskem delu. Običajno ga omenjamo skupaj z računalniško podprto proizvodnjo (Computer Aided Manufacturing - CAM). 
CAD vključuje tako programsko kot tudi strojno računalniško opremo. Področja uporabe pa zajemajo strojništvo, gradbeništvo, arhitekturo, geodezijo, elektrotehniko, lesarstvo.

## Programski paketi za CAD
- AutoCAD
- ArchiCAD
- CADdy++
- CATIA
- I-DEAS (od leta 2003 združen z Unigraphicsom)
- Pro/ENGINEER
- Solid Edge
- SolidWorks
- Unigraphics
- http://www.freecadweb.org/